# Tarbotachtigen
De Tarbotachtigen (Scophthalmidae) zijn een familie in de orde van de Platvissen (Pleuronectiformes).

## Lijst van geslachten
- Lepidorhombus Günther, 1862
- Phrynorhombus Günther, 1862
- Psetta Swainson, 1839
- Scophthalmus Rafinesque, 1810
- Zeugopterus Gottsche, 1835